# 別府真衣
別府 真衣（べっぷ まい、本名：宮川 真衣、1987年12月8日 - ）は、高知競馬所属の調教師、元騎手（別府真司厩舎）。地方競馬教養センター騎手課程第82期生。別府真司調教師は実父。夫は同じ高知競馬所属の騎手・宮川実。

## 経歴
2005年9月29日付けで地方競馬騎手免許を取得。同年10月9日第10回高知競馬1日目第3競走マイミカガンバレ特別（アラブ系A7）をセンターカノンで優勝（6頭立て1番人気）し、初騎乗初勝利。
2006年8月6日第8回高知競馬2日目第1競走サラ系F級ロ組条件戦をシェアハッピーで優勝（6頭立て2番人気）し、デビューから460戦目で地方競馬通算50勝達成。この記録は同期の山本茜（愛知）の463戦目での達成を上回る現役女性騎手最速（ばんえい除く）記録であった。また、18歳7ヶ月での50勝達成は高橋優子（元岩手）を上回る、女性騎手史上最年少記録となった。
高知競馬で同期の女性騎手に森井美香がおり、両騎手は初の高知競馬生え抜きの女性騎手である。高知競馬史上初の女性騎手は、1999年で引退した徳留五月（上山→高知）である。
2006年、2007年に開催されたレディースジョッキーズシリーズにおいて2年連続で総合2位。（2007年は1位の宮下瞳と同点で並ぶも、「最終戦での着順上位者」を上位とする規定により、惜しくも優勝を逃している）2008年は念願の初優勝を飾った。
2008年7月19日第6回高知競馬5日目第10競走第5回トレノ賞をロマンタッチで優勝（10頭立て5番人気）し、重賞初制覇。
また、2008年6月より、森井美香と共に、高知のフリーペーパー『カチ遊!?』に、冠コーナー『みぃ＆まいの競馬やろうぜ!!』が掲載されている。
2009年8月9日には韓国・釜山慶南競馬場で開催された「第1回KRA国際女性騎手招待競走」に宮下瞳（名古屋）、岩永千明（荒尾）と共に日本代表として出場。同年8月7日釜山慶南競馬場第2競走でSeondu Jeongsangに騎乗し、海外初騎乗（12頭立て8番人気11着）。招待競走では4番人気の日本産馬Dongbang Geona（トンバンゴナ）に騎乗し7着となった。その後宮下瞳と同様に釜山への期間限定騎乗を希望したが、高知県競馬組合側の許可が下りず、断念することになった。
2011年3月上旬から半年間の予定でソウル競馬場で期間限定騎乗を行うことが発表され、3月19日から騎乗を開始した。しかし移籍後早々に骨折による療養を余儀なくされ、ブランクに相当する期間として2012年2月まで騎乗期間を延長した。
2014年3月8日、阪神競馬場で行われたチューリップ賞（桜花賞トライアル）で中央競馬初騎乗。別府真司の管理馬であるクロスオーバーに騎乗した（12着）。中央競馬の重賞競走で地方競馬所属の女性騎手が騎乗するのは、新潟競馬所属の山本泉以来15年ぶり2度目。
2019年7月から休業を発表、2020年5月9日に騎乗を再開した。
2021年11月19日、令和3年度第3回調教師免許試験に合格したため、11月30日をもって騎手を引退。12月1日付けで調教師に転業した。
私生活においては2018年9月14日、同じ高知競馬所属の騎手である宮川実と入籍。入籍による改姓で本名は「宮川 真衣」となったが、引き続き騎手登録は「別府 真衣」で騎乗。調教師転身後は本名の「宮川 真衣」で登録されている。
2022年5月1日、第2回第2日第6競走第26回黒潮皐月賞をヴェレノで勝利（12頭立て5番人気、畑中信司騎手）し、調教師として重賞初勝利となった。

## 騎手成績
出典：地方競馬データ情報（別府真衣） - 地方競馬全国協会
生涯成績：8320戦747勝（ほかJRA1戦0勝）

### 主な騎乗馬
- ロマンタッチ（2008年トレノ賞）
- ハッコー（2010年金の鞍賞）
- トーホウカイザー（2014年だるま夕日賞）
- クロスオーバー（2014年ル・プランタン賞）

### 成績表
| 年     | 勝利数・連対率 | 表彰・獲得タイトル等                                |
| ------ | -------------- | --------------------------------------------------- |
| 2005年 | 17勝（.256）   | 特になし                                            |
| 2006年 | 60勝（.208）   | NARグランプリ2006（優秀女性騎手賞）                 |
| 2006年 | 60勝（.208）   | こうちスタージョッキーシリーズ・日本トーター杯 優勝 |
| 2007年 | 82勝（.235）   | NARグランプリ2007（優秀女性騎手賞）                 |
| 2008年 | 65勝（.221）   | NARグランプリ2008（優秀女性騎手賞）                 |
| 2008年 | 65勝（.221）   | トレノ賞 優勝                                       |
| 2008年 | 65勝（.221）   | レディースジョッキーズシリーズ2008 優勝             |

## 調教師成績
出典：調教師プロフィール（宮川真衣） - netkeiba.com
|            | 日付          | 競馬場・開催 | 競走名               | 馬名           | 頭数 | 人気 | 着順 |
| ---------- | ------------- | ------------ | -------------------- | -------------- | ---- | ---- | ---- |
| 初出走     | 2022年2月8日  | 高知7R       | 全員高知県初上陸特別 | チョウライリン | 9頭  | 5    | 6着  |
| 初勝利     | 2022年3月13日 | 高知4R       | あむ卒業記念特別     | エンゼルキッズ | 9頭  | 1    | 1着  |
| 重賞初出走 | 2022年4月17日 | 高知6R       | 二十四万石賞         | リーチ         | 12頭 | 7    | 7着  |
| 重賞初勝利 | 2022年5月1日  | 高知6R       | 黒潮皐月賞           | ヴェレノ       | 12頭 | 5    | 1着  |

### 主な管理馬
- ヴェレノ（2022年黒潮皐月賞、ロータスクラウン賞）
- ルピナステソーロ（2024年、2025年霧島賞、2024九州産グランプリ）